# Baldwin, Wisconsin
Baldwin là một làng thuộc quận St. Croix, tiểu bang Wisconsin, Hoa Kỳ. Năm 2006, dân số của làng này là 2667 người.